# Custom House (1817)

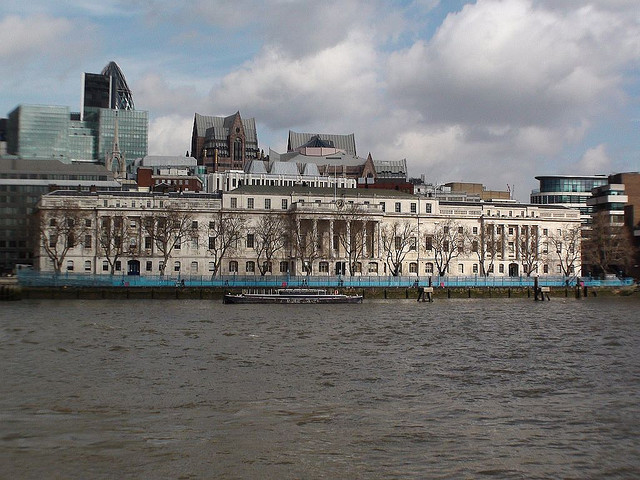
Das Custom House (2009)

Das Custom House um 1910

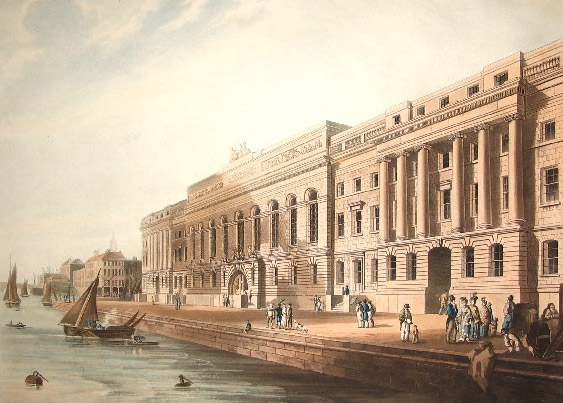
Das Custom House im Ursprungszustand nach der Fertigstellung 1817

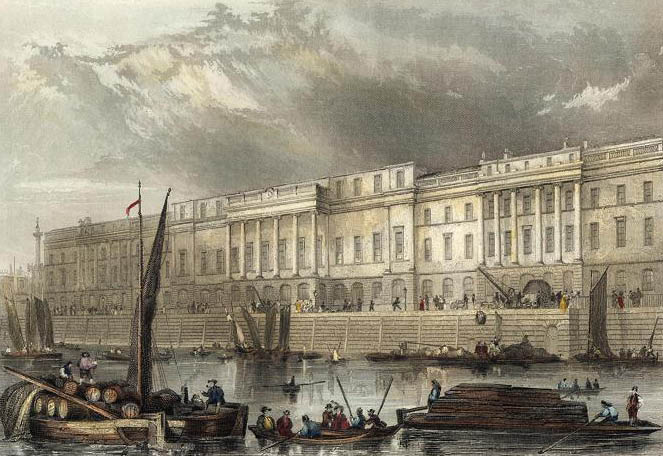
Das Custom House 1837, nach den Umbauten durch Robert Smirke

Das 1813–1817 errichtete Custom House (Zollhaus) ist ein Gebäude in London.

## Lage
Das Custom House mit der Adresse Lower Thames Street Nr. 20 befindet sich am linken, cityseitigen Ufer der Themse, etwa 300 Meter westlich vom Tower of London und 270 Meter östlich von der London Bridge.

## Geschichte
Zu Beginn des 19. Jahrhunderts erwies sich das bestehende Londoner Zollhaus, 1717–1725 von Thomas Ripley auf den Fundamenten des Vorgängerbaus von Christopher Wren errichtet, zunehmend als zu klein für den rasch anschwellenden Warenverkehr im Hafen von London. Am 25. Oktober 1813 wurde daher auf dem direkt angrenzenden Grundstück der Grundstein für einen angemessen dimensionierten Neubau gelegt, der nach Plänen von David Laing im Stil des Georgianischen Klassizismus errichtet wurde.
Die Absicht, den Bau ohne Hast auszuführen und das Zollamt bei Aufrechterhaltung der vollen Arbeitsfähigkeit nach Fertigstellung des neuen Baus umziehen zu lassen, wurde am 21. Februar 1814 zunichtegemacht. Das alte Custom House brannte nieder, wobei ein Großteil der archivierten Handelsdokumente verlorenging. Das neue Gebäude musste nunmehr in großer Eile fertiggestellt werden, um dem Zollamt wieder zu einer festen Unterkunft zu verhelfen.
Im Mai 1817 konnten die Zollbehörden das neue Custom House beziehen. Die überhastete Fertigstellung forderte wenige Jahre später ihren Tribut: Ein Teil des Mittelbaus stürzte wegen unzureichender Bauausführung und Schäden, die durch Hochwasser hervorgerufen worden waren, am 26. Januar 1825 ein. Den Wiederaufbau übertrug man nicht Laing, der durch den Einsturz professionell diskreditiert war, sondern Robert Smirke, der sich jedoch nicht an Laings ursprünglichen Entwurf hielt, sondern den Mittelbau nach eigenen Plänen fast vollständig neu errichtete. Dabei setzte er innovative neue Techniken ein, wie etwa die Verwendung gusseiserner Säulen und Träger mit aufsehenerregend großer Spannweite. Äußerlich zeichnete sich sein Neubau besonders durch die Hinzufügung eines zentralen flussseitigen Portikus aus, der kein Gegenstück in Laings originalem Entwurf hatte.
Während der Luftangriffe auf London 1940 wurde der Ostflügel des Custom House schwer beschädigt und erst 1962–1966 mit einigen Veränderungen wiedererrichtet. 1992 erfuhr das Bauwerk eine umfangreiche Renovierung und wird auch heute noch von der Zollbehörde HM Revenue & Customs genutzt.
Seit dem 5. Juni 1972 steht das Bauwerk unter Denkmalschutz.